# Jezioro Szreniawskie
Jezioro Szreniawskie – jezioro w Polsce, położone w województwie wielkopolskim, w powiecie poznańskim, w gminie Komorniki, na Wysoczyźnie Grodziskiej, na terenie otuliny Wielkopolskiego Parku Narodowego. 

## Opis
Powierzchnia jeziora wynosi 1,8 ha. Misa wydłużona na osi południkowej.
Akwen położony około 500 m na zachód od Szreniawy, na terenach rolniczych. W pobliżu przebiega droga krajowa nr 5 i linia kolejowa Poznań-Wolsztyn.